# 4959 Niinoama
4959 Niinoama è un asteroide della fascia principale. Scoperto nel 1991, presenta un'orbita caratterizzata da un semiasse maggiore pari a 3,1493746 au e da un'eccentricità di 0,0105289, inclinata di 8,99693° rispetto all'eclittica.
L'asteroide è dedicato alla concubina giapponese Taira no Tokiko, attraverso il nome che assunse dopo essere divenuta una sacerdotessa buddista.